# سينيو
سينيو هي بلدية في مقاطعة كونيو في منطقة بيدمونت الإيطالية تقع على بعد 60 كيلومتر (37 ميل) جنوب شرق تورينو و 45 كيلومتر (28 ميل) شمال شرق كونيو. اعتبارًا من 1 يناير 2017 كان عدد سكانها 529 نسمة ومساحتها 8.5 كيلومتر مربع (3.3 ميل2).
تقع سينيو على حدود البلديات التالية: ألباريتو ديلا توري وتشيروتو لانغي ومونتيلوبو ألبيس ورودينو وروديلو وسيرالونجا دي ألبا.